# Cá sấu Gena và những người bạn
Cá sấu Gena và những người bạn (tiếng Nga: Крокодил Гена и его друзья) là một cuốn truyện đồng thoại dành cho trẻ em của nhà văn Eduard Uspensky, ra đời năm 1966.

## Nội dung
Một thế giới cổ điển, bình yên, với giọng văn hồn hậu nhưng dí dỏm khó quên... Đó là câu chuyện về chú cá sấu Gena màu xanh thật khác thường: biết đọc báo, hút tẩu, tự mình chơi cờ ca rô tay đôi với mình suốt buổi tối, lại còn biết cả buồn chán.
Một ngày kia, bản thông báo kết bạn đã mang lại cho Gena những người bạn đích thực: cô bé Galia cùng Cheburashka, con thú nhỏ lạ lùng mà khoa học chưa biết từng biết đến. Thế là cuộc đời Gena bỗng tươi tắn hẳn lên: bao bận bịu nho nhỏ, xoay quanh một công trình chung thật oách - Ngôi nhà Tình Bạn. Không những thế, mụ già Shapoklyak khó chịu, bọn cướp ngộ nghĩnh vừa dại vừa khôn, đám du khách làm bẩn sông hồ cũng có ngay những người điều trị đích đáng...

### Nhân vật
- Cá sấu Gena
- Cheburashka
- Shapoklyak
- Galia

## Ảnh hưởng
Xuất bản lần đầu năm 1966, Cá sấu Gena và những người bạn mang lại thành công to lớn cho Eduard Uspensky. Tác phẩm liên tục được tái bản trong suốt những thập kỷ sau này và hiện đã được dịch ra 25 thứ tiếng, làm say mê độc giả thế giới với chất khôi hài trong trẻo và những hình tượng thuần khiết trẻ thơ. Ở Nga, cuốn truyện được xếp vào dạng kinh điển, cùng với Bác Fyodor, con chó và con mèo.
"Đáng tiếc là ngày nay có những em không thích đọc sách. Lý do bởi khi còn bé các em không được cầm trên tay những cuốn sách tốt đẹp. Đây là một cuốn sách tốt đẹp, bởi vì Cheburashka, cá sấu Gena và mụ già Shapoklyak đã từng là bạn của cha mẹ các em. Dù đứa trẻ mới chỉ biết đánh vần, em cũng có thể đọc liền một mạch sách này cho đến khi gấp lại. Những ai đã từng đọc từ đầu đến cuối cuốn sách này sẽ không bao giờ lớn lên thành người xấu - dù có bị dụ dỗ thế nào chăng nữa !" - Eduard Uspensky.

## Chuyển thể
- Cá sấu Gena (1969)
- Cheburashka (1971)
- Shapoklyak (1974)
- Cheburashka đi học (1983)